# Ficus (slakken)
Ficus is een geslacht van slakken behorend tot de familie Ficidae.

## Soorten
- Ficus dandrimonti Lorenz, 2012
- Ficus eospila (Péron & Lesueur, 1807)
- Ficus ficus (Linnaeus, 1758)
- Ficus filosa (G. B. Sowerby III, 1892)
- Ficus gracilis (G. B. Sowerby I, 1825)
- Ficus imperfecta P. Marshall & R. Murdoch, 1919 †
- Ficus investigatoris (E. A. Smith, 1894)
- Ficus papyratia (Say, 1822)
- Ficus parva Suter, 1917 †
- Ficus pellucida Deshayes, 1856
- Ficus schneideri Morrison, 2016
- Ficus variegata Röding, 1798
- Ficus ventricosa (G. B. Sowerby I, 1825)